# 茜町 (弘前市)
茜町（あかねちょう）は、青森県弘前市の地名。郵便番号は036-8279。

## 地理
北は樋の口・城西、東は西茂森、南は常盤坂、西は悪戸・樋の口町に接する。

## 世帯数と人口
2023年（令和5年）7月1日現在の世帯数と人口は以下の通りである。
| 丁目       | 世帯数  | 人口  |
| ---------- | ------- | ----- |
| 茜町一丁目 | 113世帯 | 244人 |
| 茜町二丁目 | 57世帯  | 78人  |
| 茜町三丁目 | 16世帯  | 43人  |
| 計         | 186世帯 | 365人 |

## 施設

### 教育
- 弘前市立西小学校

### 福祉
- 社会福祉法人つがる三和会

### 商業
- ファミリーマート弘前茜町三丁目店

### 行政
- 弘前市建設部道路維持課

## 小・中学校の学区
市立小・中学校に通う場合、学区は以下の通りとなる。
| 大字       | 番地 | 小学校             | 中学校             |
| ---------- | ---- | ------------------ | ------------------ |
| 茜町一丁目 | 全域 | 弘前市立西小学校   | 弘前市立第二中学校 |
| 茜町二丁目 | 全域 | 弘前市立西小学校   | 弘前市立第二中学校 |
| 茜町三丁目 | 一部 | 弘前市立西小学校   | 弘前市立第二中学校 |
| 茜町三丁目 | 一部 | 弘前市立青柳小学校 | 弘前市立第四中学校 |

## 交通
- 弘南バス

県公舎前、県営住宅前（弘前駅 - 城西大橋・工業高校経由 - 藤代営業所線、他）停留所。